# Hoya mariae
Hoya mariae är en oleanderväxtart som först beskrevs av Rudolf Schlechter, och fick sitt nu gällande namn av L.Wanntorp och Meve. Hoya mariae ingår i släktet Hoya och familjen oleanderväxter. Inga underarter finns listade i Catalogue of Life.